# Данси
Данси (фр. Dancy) насеље је и општина у централној Француској у региону Центар (регион), у департману Ер и Лоар која припада префектури Шатоден.
По подацима из 2011. године у општини је живело 234 становника, а густина насељености је износила 23,64 становника/km². Општина се простире на површини од 9,9 km². Налази се на средњој надморској висини од 240 метара (максималној 151 m, а минималној 128 m).

## Демографија
| 1962. | 1968. | 1975. | 1982. | 1990. | 1999. | 2011. |
| ----- | ----- | ----- | ----- | ----- | ----- | ----- |
| 176   | 216   | 215   | 206   | 189   | 178   | 234   |

График промене броја становника у току последњих година